# Eversion
Eversion è un videogioco a piattaforme per Microsoft Windows sviluppato e pubblicato da Zaratustra Productions e Guilherme S. Tows nel 2008.
Il protagonista è un piccolo mostriciattolo simile a un fiore di nome Zee Tee, che è in una missione per salvare una principessa, raccogliendo le gemme lungo la strada, molto nello stile dei primi videogiochi di Mario. Ogni livello è composto da una serie di realtà parallele, ognuno dei quali presenta diversi rischi, uno stile artistico unico e una distintiva colonna sonora. Usando la capacità Zee Tee di "rovesciare" (evert) da una realtà all'altra, il giocatore può navigare attraverso gli ostacoli per raggiungere il suo obiettivo.
La schermata di apertura e i primi livelli sono abbastanza allegri e colorati, ma l'ambiente diventa sempre più folle e inquietante quando il giocatore progredisce in altri livelli di eversione. Il gioco è stato ispirato da una citazione da H. P. Lovecraft e dispone di un avviso sullo schermo nell'intro il quale avvisa che "non è rivolto a bambini o persone sensibili."
È possibile scaricarlo gratuitamente, ma una versione ad alta definizione può anche essere acquistata su Steam. Questa versione del gioco possiede una colonna sonora aggiornata e un livello finale completamente revisionato, oltre ad opzioni aggiuntive e sfondi più dettagliati.

## Modalità di gioco
Il giocatore controlla Zee Tee utilizzando i tasti freccia per spostarlo a destra e sinistra, il tasto Z per saltare e il tasto X per cambiare dimensione. I nemici possono essere eliminati saltando sulle loro teste. Se si tiene premuto Z mentre si attacca un nemico, Zee Tee rimbalzerà più in alto e questo gli permetterà di raggiungere piattaforme più alte. I blocchi con la faccia possono essere colpiti dal basso e da essi usciranno gemme.
L'eversione è possibile solo in determinati punti all'interno di ogni livello. Quando ci si avvicina a un punto di eversione, la musica della destinazione possibile diventa udibile. Inoltre, lo schermo diventa leggermente più scuro o più chiaro. In questa posizione si è nel mezzo di due realtà adiacenti. Passare a un terzo richiede la visita in una posizione diversa dalla realtà propria di partenza. In totale ci sono otto realtà possibili, anche se la maggior parte dei livelli ne fa utilizzare solo alcune.

### Le otto realtà
- Prima realtà: gemme blu, elementi tutti colorati, nemici allegri, alberi colorati di verde vivace, fiori viola sgargiante, blocchi dalla faccia allegra, nuvole attraversabili, sfondo azzurro.
- Seconda realtà: gemme azzurre, nemici dalla faccia seria, alberi più scuri, blocchi dalla faccia allegra, fiori piegati e appassiti, nuvole impenetrabili e leggermente più giallognole, sfondo azzurro scuro.
- Terza realtà: gemme rosse, nemici senza bocca, alberi senza foglie, blocchi dalla faccia seria, fiori morti, nuvole sempre più giallognole, sfondo verde acqua.
- Quarta realtà: gemme gialle, nemici con un occhio solo, senza gambe e immobili, alberi scomparsi e rimpiazzati da un cumulo di terra, blocchi dalla faccia seria, fiori secchi e ripiegati, nuvole nere e attraversabili, sfondo verde scuro.
- Quinta realtà: gemme bianche, ai nemici con un occhio solo cresce la bocca e cominciano a strisciare, alberi trasformati in cespugli secchi, blocchi senza occhi e dalla faccia triste, sfondo giallo scuro. Delle mani rosse fuoriescono dall'acqua. Da questo punto in poi, le nuvole spariscono.
- Sesta realtà: gemme bianche, nemici striscianti con l'occhio rosso e denti aguzzi, conteggio dei punti impazzito, blocchi dalla faccia morente, fiori trasformati in piante spinose, se si uccide un nemico o si perde, si verifica un'esplosione di sangue. Cominciano i primi messaggi alternativi.
- Settima realtà: gemme trasformate in teschi, pietre trasformate in mostri informi e indistruttibili, conteggio dei punti scomparso, blocchi esclusivamente verdi, mostri più attivi e veloci, sfondo rosso scuro.
- Ottava realtà: sfondo viola scuro, tutti i blocchi sono neri ad eccezione di quelli distruttibili, che hanno della lava dentro le crepe, i nemici distruttibili non muoiono ma si rigenerano dopo essere esplosi in una nube nera.

## Messaggi alternativi
Quando si muore mentre ci si trova nella sesta realtà è possibile leggere i seguenti inquietanti testi al posto del classico "Ready!" come:
- "Ready...to Die!"
- "Stop"
- "Mother"
- "I See You!"
- "Game Over"
- "Behind You!"
- Schermata vuota

## Finale
Alla fine dell'ultimo livello Zee Tee ritrova la sua amata principessa e tutto ritorna colorato, ma nel momento in cui si sta avvicinando al protagonista, tutto diventa nero, i blocchi hanno un occhio rosso e compare un grosso occhio rosso in mezzo allo schermo, mentre la principessa assume sembianza mostruose. Alla fine si può udire un lamento di Zee Tee, probabilmente sbranato o comunque ucciso, mentre sullo schermo nero compare la scritta "GAME OVER". Poco dopo, la finestra dell'applicazione si chiude automaticamente.